# Dryopteris pauliae
Dryopteris pauliae är en träjonväxtart som beskrevs av Christopher Roy Fraser-Jenkins.
Dryopteris pauliae ingår i släktet Dryopteris och familjen Dryopteridaceae. Inga underarter finns listade i Catalogue of Life.